# Parker (Colorado)
Parker és una població dels Estats Units a l'estat de Colorado. Segons el cens del 2008 tenia 43.767 habitants.

## Demografia
Segons el cens del 2000, Parker tenia 23.558 habitants, 7.929 habitatges, i 6.525 famílies. La densitat de població era de 623,4 habitants per km².
Dels 7.929 habitatges en un 52,5% hi vivien nens de menys de 18 anys, en un 71,8% hi vivien parelles casades, en un 8% dones solteres, i en un 17,7% no eren unitats familiars. En el 13% dels habitatges hi vivien persones soles l'1,4% de les quals corresponia a persones de 65 anys o més que vivien soles. El nombre mitjà de persones vivint en cada habitatge era de 2,96 i el nombre mitjà de persones que vivien en cada família era de 3,27.
Per edats la població es repartia de la següent manera: un 34% tenia menys de 18 anys, un 4,9% entre 18 i 24, un 43,4% entre 25 i 44, un 15% de 45 a 60 i un 2,7% 65 anys o més.
L'edat mediana era de 31 anys. Per cada 100 dones de 18 o més anys hi havia 94,3 homes.
La renda mediana per habitatge era de 74.116 $ i la renda mediana per família de 77.384 $. Els homes tenien una renda mediana de 52.070 $ mentre que les dones 35.700 $. La renda per capita de la població era de 27.479 $. Entorn de l'1,7% de les famílies i el 2,3% de la població estaven per davall del llindar de pobresa.

## Poblacions més properes
El següent diagrama mostra les poblacions més properes.